# نیروگاه هسته‌ای چاینون
نیروگاه هسته‌ای چاینون (به فرانسوی: Centrale nucléaire de Chinon) یک نیروگاه هسته‌ای در فرانسه است که در Avoine واقع شده‌است.